# 1995 TF
1995 TF är en asteroid i huvudbältet som upptäcktes den 5 oktober 1995 av den tjeckiska astronomen Zdeněk Moravec vid Kleť-observatoriet. 
Asteroiden har en diameter på ungefär 4 kilometer.